# Олга Гарај-Бабилон
Олга Гарај-Бабилон (svk. Oľga Garayová-Babylonová; Ердевик, 24. април 1905 — Нови Сад, 2. септембар 1988) била је словачка ликовна уметница, учитељица, уредница и списатељица.

## Образовање
Рођена је у занатлијској породици у Ердевику. Четири разреда немачке народне школе (1911–1914) и три разреда српске гимназије (1915–1918) завршила је у Руми.
Након што је матурирала, њена породица преселила се у Нови Сад, где је Олга наставила школовање. Завршила је четврти разред Српске више девојачке школе и Учитељску школу (1920–1924).
Године 1925. удала се за инжењера Ивана Гараја из Бачког Петровца (један од оснивача петровачке кудељаре и фабрике „Кооператива”).

## Рад у просвети
Од 1930. године па до краја Другог светског рата предавала је у народној школи у Петровцу. У периоду 1946–1948. године студирала је педагогију на Вишој педагошкој школи у Новом Саду.
Од 1946. године (након једне године рада у Гајдобри) радила је као наставница у Гимназији и Учитељској школи у Бачком Петровцу. Предавала је историју уметности, цртање, лепо писање, српски, словачки, руски, немачки и енглески језик.
Пензионисала се 1954. године, а 1958. преселила се са супругом у Дубровник. Тринаест године касније вратила се у Нови Сад. 
Преминула је 2. септембра 1988. године. Урна са њеним пепелом стављена је у породичну гробницу Гарајевих на бачкопетровачком гробљу.

## Ликовно стваралаштво
Тестаментом је Олга Гарај-Бабилон свој опус завештала култури војвођанских Словака. Тако је почетком деведесетих година фонд слика Галерије Зуске Медвеђове у Бачком Петровцу био обогаћен Олгиним уметничким радовима.
Слике Олге Гарај-Бабилон, које се налазе у Галерији Зуске Медвеђове, датирају из периода ауторкиног озбиљнијег бављења сликарством, а међу њима је и већи број незавршених радова. То је особена збирка, која релативно добро презентује ликовна интересовања уметнице у стваралачком периоду дугом преко 60 година.
Ликовни таленат је Олга показивала још у детињству. Почела је са сликањем акварела. Чести мотиви на радовима Олге Гарај-Бабилон су мртва природа, пејзажи, море, острва (Мљет) и егзотична архитектура. На њеним сликама често је присутан град Дубровник, у коме је живела 13 година.
Била је успешан ликовни педагог. Помогла је у испољавању уметничког талента многим истакнутим ликовним уметницима словачке заједнице у Југославији, као што су: Јарослав Шимович, Штефан Лачок, Јан Такач и Милина Вршкова-Феркова.
Радила и на очувању ликовног наслеђа војвођанских Словака. Године 1954, у Народном музеју у Петровцу организовала је велику изложбу првог академског сликара војвођанских Словака Карола Милослава Лехотског. 
Била је члан Друштва ликовних педагога Војводине.

### Илустраторка
Олга Гарај-Бабилон је заједно са Зуском Медвеђовом била прва илустраторка војвођанских Словака. У периоду 1924–26. објављивала је своје радове у старопазовачком часопису Zornička и у дечијем кутку часописа Jugoslavšći Čehoslovaci. Године 1939. отпочела је сарадњу са редакцијом дечјег часописа Матице словачке у Југославији Naše slniečko, најпре као илустраторка а потом и као списатељица. Само годину дана касније, 13. новембра 1940. године, постала је главна уредница овог часописа. У току школске 1947/48 године, име часописа промењено је у Naši pionieri  (Наши пионири). Гарај-Бабилон је наставила сарадњу, објављујући у часопису не само илустрације већ и приче. Писала је и за Narodný kalendár, Ľudový kalendár, недељник Hlas ľudu, часописе Nový život и Rozhľady. Олга је илустровала и једну књигу за децу на српском језику Дечије игре, хумористичке и друге песме, аутора Војина Мијатовића. Године 1985. изашла је њена књига Zvieratá sa páčia deťom (Животиње се допадају деци) у издању „Обзора” у Новом Саду, коју је сама написала и илустровала.

### Изложбе
Имала је једну самосталну изложбу слика у Пивницама, и учествовала је на шест колективних изложби.

## Галерија
- Каталог изложбе Олге Гарај-Бабилон у Галерији Зуске Медвеђове у Бачком Петровцу (1994)
- Ruže (Руже), уље на платну
- Z novosadského parku (Из новосадског парка), уље на платну (1925)
- Jeseň (Јесен), уље на платну (1928)
- Jesenná krajina (Јесењи пејзаж), уље на платну (1937)
- Kláštor Melita na ostrove Mljet (Манастир Мелита на острву Мљет), уље на платну (1964)
- Mrkan a Bobara pri Cavtate (Мркан и Бобара код Цавтата), уље на платну (1965)